# Christiana Guinle
Christiana Guinle (Rio de Janeiro, 23 de janeiro de 1965) é uma atriz, diretora, produtora e artista plástica brasileira.

## Carreira
Começou sua carreira ao 13 anos com uma participação no programa Armação Ilimitada. Aos 15 anos mudou-se para a Inglaterra após obter uma bolsa de estudos na Royal Shakespeare Company, onde foi aluna da Vanessa Redgrave e formou-se como Bachelor Actress. Ao voltar para o Brasil fez cursos livres e começou a atuar nas peças do Tablado.
Em seguida fez sua estreia profissional na peça O ateneu, de Aluísio Azevedo, com direção de Carlos Wilson. Trabalhou com o mesmo diretor nas peças Os três mosqueteiros, baseada na obra de Alexandre Dumas, e Odisseia, baseada na obra de Homero, com a qual ganhou Prêmio Mambembe de Melhor Atriz por sua interpretação de Penélope.
Estreou no cinema, em 1986, com uma participação no curta metragem À Espera, primeiro trabalho cinematográfico do diretor Luiz Fernando Carvalho. Em 1989 esteve em cartaz com duas peças concomitantemente: Os cegos, de Michel Ghelderode com direção de Moaçyr Góes, e Lulu, de Frank Wedekind com direção de Naum Alves de Souza. Dois anos depois foi dirigida por Ulysses Cruz na peça La ronde de Arthur Schinitzler. Com o mesmo diretor trabalhou em 1994 na peça Anjo Negro de Nelson Rodrigues,  trabalho que lhe rendeu o Prêmio APCA de Melhor Atriz, e em 1996 à frente da produção de A dama do mar, peça de Henrik Ibsen estreada no Píer Mauá, projeto inovador que impulsionou a revitalização do Cais da Gamboa, por esse trabalho foi Indicada ao Prêmio Shell de Melhor Atriz.
Em 1993 atuou na peça O inferno são os outros, com direção de Antônio Abujamra e foi Indica ao Prêmio Molière de Melhor Atriz, sendo considerada "a Cacilda Becker de sua geração" nas palavras de Tonia Carrero No ano seguinte fez o filme Mil e Uma, com direção de Suzana de Moares, e em 1996 atuou em Metalguru, de Flávio Colker, que ganhou os prêmios de Melhor Filme e Melhor Atriz no Festival Mix Brasil e no Verzaubert Internationales Queer Filmfestival em Berlim.
Em 1989 fez sua estreia na TV com a telenovela O Salvador da Pátria da TV Globo onde interpretou Leda, a secretária de Severo Blanco (Francisco Cuoco), em 1995 transferiu-se para a
Rede Bandeirantes e participou da telenovela A Idade da Loba, e em 1997 transferiu-se para o SBT e participou da telenovela Os Ossos do Barão. Voltou a trabalhar com Jayme Monjardim, quando foi contratada novamente pela Rede Globo em 1999 para viver a personagem Aimée em Chiquinha Gonzaga, com ele também fez seu trabalho seguinte na emissora interpretando a Irmã Damiana, freira responsável por vigiar Rosário, personagem de Mariana Ximenes, em A casa das sete mulheres
Em 2004 atuou ao lado de Renata Sorrah em Medeia, tragédia de Eurípides, dirigida por Bia Lessa. Nesse mesmo ano fez a minissérie Um só coração, interpretando sua própria tia Gigi Guinle. Dois anos depois participou da minissérie JK.
Em 2012 retornou ao teatro com a peça Criados em Cativeiro de Nicky Silver, com direção de Jefferson Miranda. No mesmo ano também retornou para a televisão na novela Lado a Lado, na qual interpretou Carlota, mulher conservadora e amarga que junto da irmã Constância, vivida por Patrícia Pilar, tentava coagir qualquer movimento de transgressão e infernizava a vida de sua outra irmã Celinha, vivida por Isabela Garcia, e de sua filha Alice, vivida por Juliane Araújo. Dois anos depois deu vida à Márcia na novela Boogie Oogie, enfermeira que ajudou Suzana, personagem de Alessandra Negrini, a trocar na maternidade as recém nascidas Sandra e Vitória, interpretadas por Ísis Valverde e Bianca Bin respectivamente.

## Vida pessoal
Christiana se define como lésbica de gênero fluido.

## Filmografia

### Teatro
- 1987 - O Ateneu
- 1987 - Odisseia
- 1993 - O Inferno São os Outros
- 1994 - Anjo Negro[4] - Direção de Ulysses Cruz
- 1996 - A Dama do Mar - Direção de Ulysses Cruz
- 2004 - Medeia - Direção de Bia Lessa
- 2023 - Gênero: Livre[5] - Direção de Ernesto Piccolo

### Cinema
| Ano  | Título                       | Personagem | Notas          |
| ---- | ---------------------------- | ---------- | -------------- |
| 1986 | À Espera                     | Jovem      | Curta-metragem |
| 1996 | Mil e Uma                    | Luciana    |                |
| 1996 | Metalguru                    | Motoqueira | Curta-metragem |
| 2018 | Chacrinha: O Velho Guerreiro | Ordep      |                |

### Televisão
| Ano  | Título                   | Personagem             | Notas                                          |
| ---- | ------------------------ | ---------------------- | ---------------------------------------------- |
| 1989 | O Salvador da Pátria     | Leda                   |                                                |
| 1990 | Delegacia de Mulheres    | Walderez               |                                                |
| 1992 | Você Decide              | —                      | Episódio: "Prova Final"                        |
| 1995 | A Idade da Loba          | Isildinha              |                                                |
| 1997 | Os Ossos do Barão        | Vilma                  |                                                |
| 1999 | Chiquinha Gonzaga        | Aimée                  |                                                |
| 1999 | Você Decide              | —                      | Episódio: "Mulher 2000"                        |
| 1999 | Você Decide              | —                      | Episódio: "O Esposo"                           |
| 1999 | Você Decide              | Oneida                 | Episódios: "Numa Sexta-Feira 13: Parte 1 e 2 " |
| 2000 | Você Decide              | Danuza                 | Episódio: "Mania de Casar"                     |
| 2003 | A Casa das Sete Mulheres | Irmã Damiana           |                                                |
| 2004 | Um Só Coração            | Danuza                 |                                                |
| 2006 | JK                       | Dona Coracy            |                                                |
| 2010 | Ti Ti Ti                 | Lídia                  | [ 8 ]                                          |
| 2012 | Lado a Lado              | Carlota Camargo Passos |                                                |
| 2014 | Boogie Oogie             | Márcia                 |                                                |

## Prêmios
- s/d  - Mambembe - Melhor Atriz por Odisséia de Homero
- 1993 - Molière - Indicação de Melhor Atriz por O Inferno são os Outros
- 1994 - APCA (Associação Paulista de Críticos de Arte)- Melhor Atriz por Anjo Negro
- 1996 - Shell - Melhor Atriz por Dama do Mar
- 1996 - Festival Alternativo de Berlin - Melhor Atriz por Metalgur